# 거경전
거경전(巨鯨傳, Story of Big Whales)은 한국, 일본에서 제작된 방한준 감독의 1944년 다큐멘터리 영화이다. 전택이 등이 주연으로 출연하였다.

## 출연

### 주연
- 전택이
- 남홍일
- 서월영
- 김신재

### 조연
- 김일해
- 독은기
- 복혜숙
- 주인규
- 김소영
- 김한
- 이원용
- 권영팔
- 박창혁
- 이효
- 서재헌
- 손일포
- 이금룡

## 제작진
- 조명: 김성춘
- 녹음: 최칠복